# Mètode rectangular
En càlcul integral, el mètode rectangular utilitza una aproximació a una integral definida, a base de calcular l'àrea d'una sèrie de rectangles. En càlcul numèric, aquest mètode, en general ha estat superat per altres mètodes més sofisticats d'integració numèrica.
Ja sia la cantonada esquerra o la dreta o el centre de la cara superior del rectangle, pertanyen al gràfic de la funció, la base se situa al damunt de l'eix x. L'aproximació es calcula sumant les àrees (base multiplicada per l'alçada, un valor de la funció) dels n dels rectangles que omplen l'espai entre els dos valors de x entre els quals es vol calcular la integral indefinida.
{\displaystyle \int _{a}^{b}f(x)\,dx\approx \sum _{i=1}^{n}f(a+i'\Delta x)\Delta x\quad {\mbox{ on }}\Delta x={\frac {b-a}{n}}\;,\;i'={\begin{cases}i-1&{\mbox{punt esquerre.}}\\i-{\frac {1}{2}}&{\mbox{punt central.}}\\i&{\mbox{punt dret.}}\end{cases}}}
La necessitat de {\displaystyle a+i'\Delta x} sorgeix quan a és diferent de zero, atès que la posició del primer rectangle no és a {\displaystyle f(i'\Delta x)} sinó a {\displaystyle f(a+i'\Delta x)}. A mesura que n es fa gran, l'aproximació torna més exacta. De fet, el límit de l'aproximació quan n tendeix a infinit és exactament igual a la integral definida.
{\displaystyle \int _{a}^{b}f(x)\,dx=\lim _{n\to \infty }\sum _{i=1}^{n}f(a+i'\Delta x)\Delta x}
Això és cert independentment de quin i' es faci servir. Però l'aproximació del punt mitjà tendeix a ser més exacta per a valors finits de n.
|  |  |  |

## Error
L'error d'aproximació quan es fa servir el valor del punt mitjà disminueix en proporció al cub de l'amplada del rectangle:
{\displaystyle \int _{a}^{a+h}f(x)\,dx=hf(a+h/2)+{\frac {h^{3}}{24}}f''(\xi )}
Per algun {\displaystyle \xi \in (a,a+h)}.